# Cixius cavazorica
Cixius cavazorica är en insektsart som beskrevs av Hoch 1991. Cixius cavazorica ingår i släktet Cixius och familjen kilstritar.
Artens utbredningsområde är Spanien. Inga underarter finns listade i Catalogue of Life.